# Conferência Eclesial da Amazônia
Die Conferência Eclesial da Amazônia (portugiesisch Kirchliche Konferenz von Amazonien), kurz CEAMA, ist eine ständige Einrichtung der römisch-katholischen Kirche in Amazonien.

## Geschichte
Am 29. Juni 2020 endete nach zweitägigen Beratungen die Versammlung des Verfassungsprojekts der Kirchenkonferenz von Amazonien, die während der COVID-19–Pandemie stattfand und den Namen, die Statuten, die Identität und die Zusammensetzung der Konferenz fixierte.
Papst Franziskus errichtete am 9. Oktober 2021 die Conferência Eclesial da Amazônia kanonisch als öffentliche kirchliche Rechtsperson.

## Organisation
Die CEAMA wurde eingerichtet mit dem Ziel, die „Synodalität zwischen den Kirchen der Region zu förderen, die dazu beiträgt, das amazonische Gesicht der Kirche herauszuarbeiten, und die die Aufgabe fortsetzt, neue Wege für die Evangelisierungsmission zu finden“.
Sie ist eine gemeinsame Initiative des Lateinamerikanischen Bischofsrates (CELAM) und der Red Eclesial Panamazónica (REPAM), einem länderübergreifenden Netzwerk im Amazonasbecken von neun römisch-katholischen Landeskirchen im Amazonasgebiet gegen die fortschreitende Zerstörung der Natur und für die Förderung der Rechte sowie die Würde der im Amazonas lebenden Menschen.
Die derzeitige Zusammensetzung der Konferenz ist:
- Präsident: Pedro Ricardo Barreto Jimeno SJ, Erzbischof von Huancayo
- 1. Vizepräsident: Leonardo Ulrich Kardinal Steiner OFM, Erzbischof von Manaus
- 2. stellvertretender Vorsitzender: Mauricio López Oropeza, Koordinator des Zentrums für Netzwerke und Pastoralarbeit des CELAM in Ecuador
- Exekutivkomitee: Eugenio Coter, Apostolischer Vikar von Pando als bischöflicher Vertreter der Bischofskonferenzen des Amazonasgebiets, zusammen mit den Präsidien der regionalen kirchlichen Körperschaften CELAM, REPAM, CLAR und CÁRITAS ALyC und zusammen mit den drei designierten Vertretern der ursprünglichen Völker: Patricia Gualinga vom Volk der Kichwa-Sarayaku (Ecuador)[2], Schwester Laura Vicuña Pereira Manso CF vom Volk der Kariri (Brasilien)[3] und Delio Siticonatzi Camaiteri vom Volk der Asháninka (Peru).[4]